# Ensamblaje supramolecular

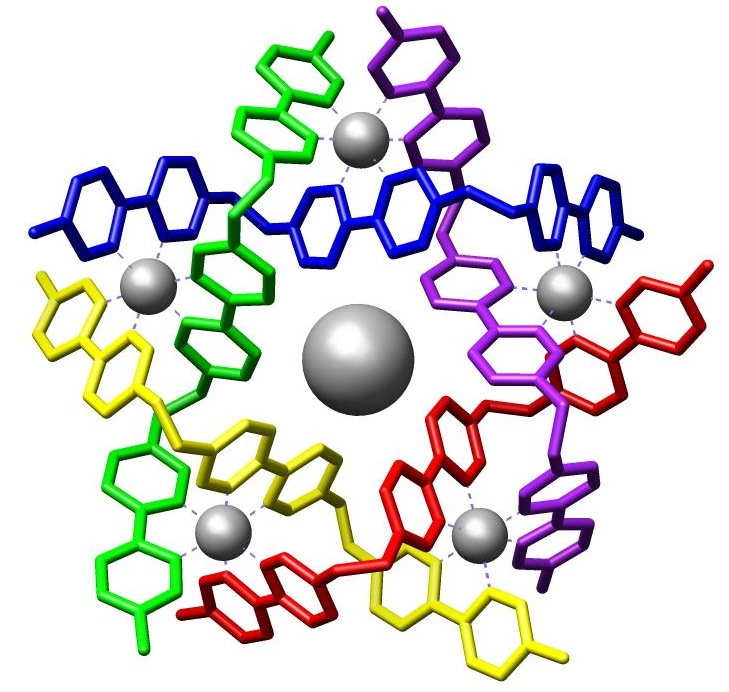
Ejemplo ofrecido por Jean-Marie Lehn et al. en Angew. Chem., Int. Ed. Engl. 1996, 35, 1838-1840.

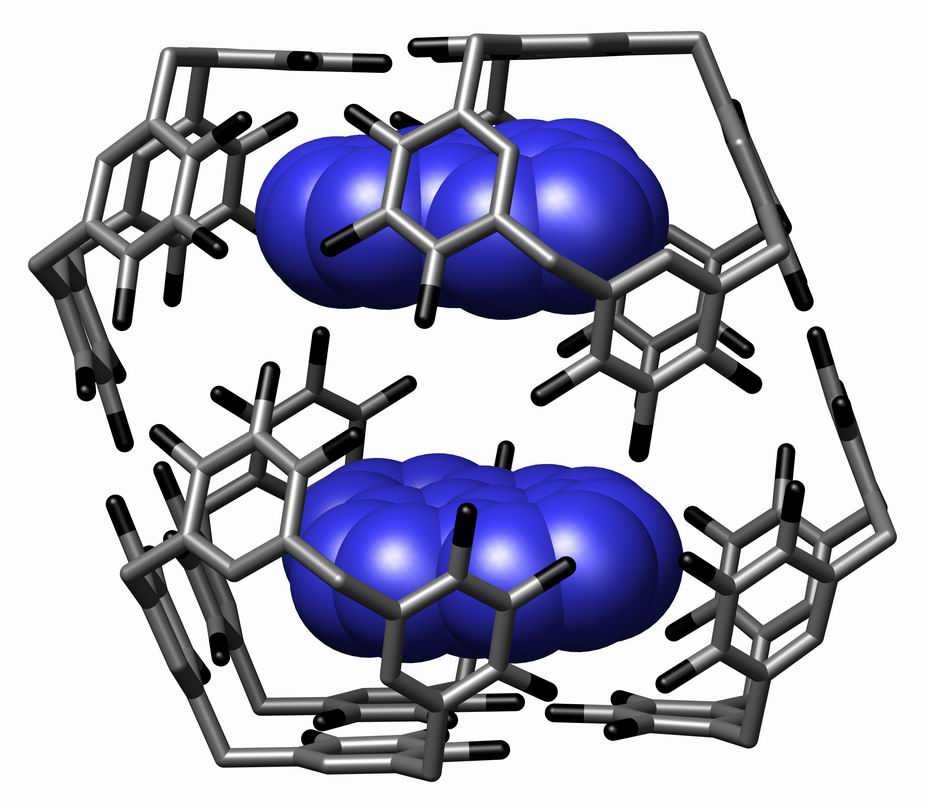
Ejemplo ofrecido por Atwood et al. en la revista Science, 2005, 309, 2037.

El ensamblaje supramolecular (o supermolécula) es una estructura determinada por un complejo de moléculas unidas por un enlace que no es covalente. Este ensamblaje supramolecular puede estar compuesto por dos moléculas, como lo es la doble hélice del ADN. Se utiliza normalmente para expresar complejos más grandes de forma como lo son el de esfera, vara o planos en especies. La dimensión de este ensamblaje se puede determinar en un rango de nanómetros a micrómetros. Por ende, acepta objetos de la escala nanométrica, donde estos pueden entrar en menos pasos que una molecular de dimensión similar.
El proceso en que se forma un ensamblaje supramolecular se llama autoensamblaje molecular. Algunos distinguen el proceso de autoensamblaje donde moléculas individuales se agregan definidamente. También se define el proceso inicial como autoorganización, donde los agregados después de reunirse se transforman en estructuras más complejas. Esto es útil en el estudio de cristales líquidos y bloqueo de copolímeros.

## Aplicaciones
El ensamblaje supramolecular está siendo investigado para la creación de nuevos materiales en una variedad de contextos. La Universidad de Northwestern en Evanston, Illinois mostró que un ensamblaje de péptidos anfililicos en la forma de nanofibras puede usarse para promover el crecimiento de neuronas. Una ventaja del uso de la aproximación por este proceso es que las nanofibras se convierten en cadenas peptídicas individuales que se degradan en el cuerpo.
Debido a la degradación, se han encontrado usos médicos importantes, como lo son la administración de medicamentos. En nuevas drogas de cáncer, para evadir el uso de agua como medio entre la unión de una macromolécula dendrítica y una pequeña molécula, se investigó la unión entre el tinte de Reichardt y una macromolécula compuesta por glicerol, ácido succínico y un núcleo de polietilenglicol. El resultado de esto, es una droga para cáncer que es degradado rápidamente dentro del cuerpo. 
Otro ejemplo de las implicaciones biológicas y científicas es la interfase de unión propia de los dipéptidos dendríticos, que forman ensamblajes supramoleculares cilíndricos huecos tanto en soluto como en solvente. Estos ensamblajes cilíndricos poseen un orden helicoidal interno y de autoorganización que se convierten en columnas de cristal líquido rejado. Cuando es insertado en membranas vesiculares, los poros que se crearon en la unión cilíndrica median el paso de protones a través de la membrana.
Los dendrones de autoensamblaje también han sido utilizados para generar arreglos de cables en orden nanométrico. Los complejos de relación donador-aceptor de electrones comprenden del núcleo de los autoensamblaje supramolecular cilíndrico, donde su autoorganización va a un orden mayor y se convierte en un líquido cristalino rejado columnar de dos dimensiones. Cada uno de los ensamblajes supramoleculares cilíndricos funciona como un cable individual. Donde se obtuvo un cargador de carga alta de movilidad para hoyos y electrones.

## Leer más
- Revista  "Desafíos y avances en la investigación reciente sobre el autoensamblaje " Ciencia. Tecnología. Adv. Mater. 9 n º 1 (2008) 014 109 (96 páginas) free download